# Quỹ Khoa học Quốc gia
Quỹ Khoa học Quốc gia, tên tiếng Anh: National Science Foundation (viết tắt: NSF) là một cơ quan chính phủ Hoa Kỳ hỗ trợ nghiên cứu và giáo dục trong các lĩnh vực khoa học và kỹ thuật ngoại trừ y tế. Đối tác y tế của nó là Viện Y tế Quốc gia (National Institutes of Health).

## Lịch sử và sứ mệnh
Quỹ Khoa học Quốc gia được thành lập theo Đạo luật Quỹ Khoa học Quốc gia năm 1950.

## Phạm vi và tổ chức

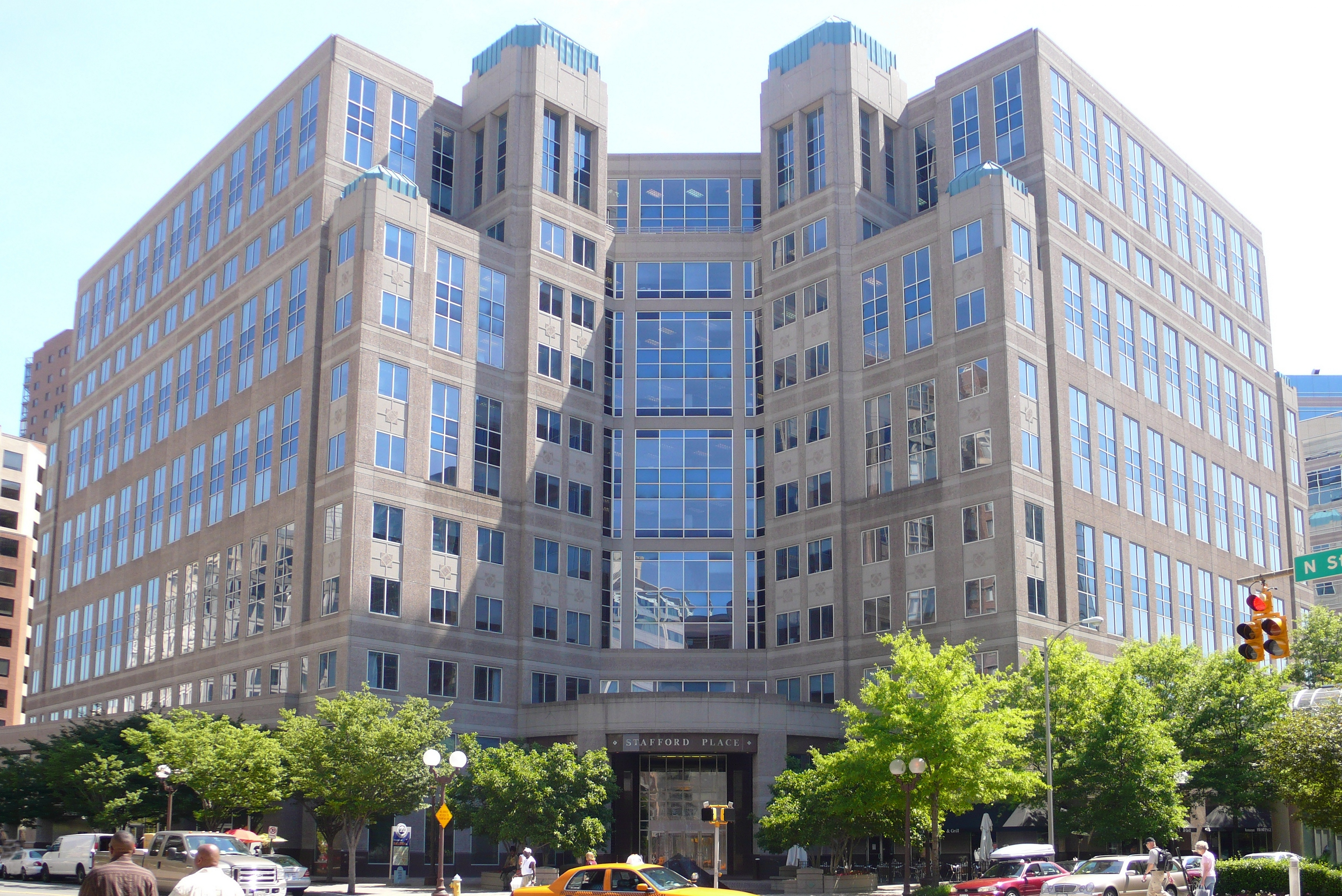
trụ sở trước đây của Quỹ Khoa học Quốc gia

Quỹ Khoa học Quốc gia được tổ chức thành 4 văn phòng, 7 ban, và Ủy ban Khoa học Quốc gia.